# Muhammad bin Abdul Karim Issa

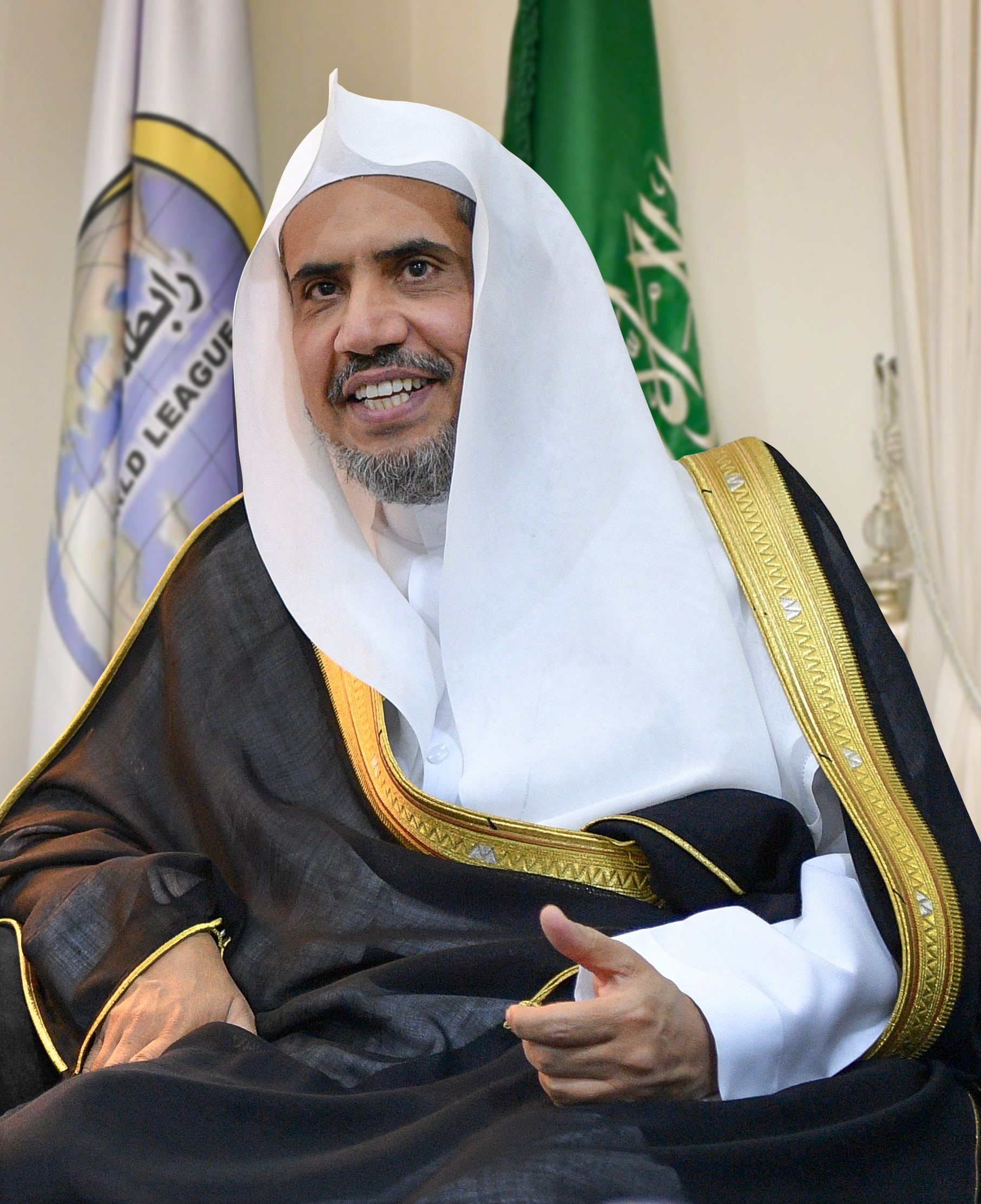
Muhammad bin Abdul Karim Issa

Muhammad bin Abdul Karim Issa, auch Muhammad bin Abdulkarim Issa bzw. Muhammad bin Abdul Karim Al-Issa (arabisch محمد بن عبد الكريم العيسى, DMG Muḥammad b. ʿAbd al-Karīm al-ʿĪsā; geb. 9. Juni 1965 in Riad, Saudi-Arabien) ist ein saudi-arabischer Politiker. Er ist Generalsekretär der Islamischen Weltliga, Präsident der Internationalen Islamischen Halal-Organisation und ehemaliger saudischer Justizminister.

## Biografie

### Ausbildung und Karriere
An der Al-Imam-Universität in Riad erwarb Al-Issa einen Bachelor-Abschluss in islamischer Rechtswissenschaft sowie einen Masterabschluss in komparativer Rechtswissenschaft und Verfassungsrecht.
Nach seinem Studienabschluss war Al-Issa zunächst Dozent an der Al-Imam-Universität und von 2007 bis 2009 Vizevorsitzender der dortigen Beschwerdeabteilung. Am 14. Februar 2009 wurde er zum Nachfolger des saudischen Justizministers Abdullah bin Muhammad Al asch-Schaich ernannt und amtierte bis Ende Januar 2015 als Justizminister. Diese Ernennung erfolgte im Rahmen der Reforminitiativen von König Abdullah, wobei gleichzeitig mit Nura bint Abdullah al-Fayez als stellvertretende Ministerin für Bildung und Erziehung erstmals eine Frau in die saudische Regierung berufen wurde. Am 4. August 2016 wurde Al-Issa als Nachfolger von Abdallah Ben Abdel Mohsen At-Turki zum Generalsekretär der Islamischen Weltliga ernannt.
2019 sprach Al-Issa in der Park East Synagogue in New York an der Seite von Rabbi Arthur Schneier, dem Präsidenten der Appeal of Conscience Foundation.
Al-Issa hat am 23. Januar 2020 mit 62 weiteren hochrangigen islamischen Würdenträgern, zusammen mit David Harris, dem Vorsitzenden des American Jewish Committee (AJC), das ehemalige KZ Auschwitz besucht. Dieser Besuch fand im Zusammenhang mit dem 75. Jahrestages der Befreiung von Auschwitz am 27. Januar 1945, der von der UNO als Internationaler Tag des Gedenkens an die Opfer des Holocaust festgelegt wurde, statt.
Im Oktober 2021 nahm er an der Veranstaltung „Juden und Muslime: ein Blick in die Zukunft“ in der Yeshiva University in New York teil.